# Hans Schlaffer
Hans Schlaffer († 4. Februar 1528 in Schwaz, Tirol) war ein Vertreter der österreichischen Täuferbewegung.

## Leben
Schlaffer wurde wahrscheinlich im Jahr 1511 katholischer Pfarrer, übernahm jedoch in der frühen Reformationszeit lutherische Standpunkte und begann im reformatorischen Sinne zu predigen. Im Jahr 1526 trat er schließlich als Priester zurück und wandte sich der radikal-reformatorischen Täuferbewegung zu. Zu jener Zeit hielt er sich auf Schloss Weinberg in Oberösterreich auf, das sich im Besitz der protestantisch gesinnten Zelkinger befand. Wahrscheinlich geht auch die Gründung der Täufergemeinde im nahen Freistadt auf Schlaffer zurück. Im Jahr 1527 übersiedelte Schaffer schließlich für kurze Zeit ins mährische Nikolsburg, wo er Zeuge der inner-täuferischen Kontroverse zwischen Schwertlern und Stäblern über die Legitimität staatlicher Gewalt wurde. Im August 1527 nahm er mit Hans Hut und Jakob Widemann an der Augsburger Märtyrersynode teil. Anschließend wandte er sich nach Nürnberg, wo er im September 1527 mit Hans Denck und Ludwig Hätzer zusammentraf. Über Regensburg, wo er Oswald Glait begegnete, begab er sich nach Brixlegg und schließlich nach Rattenberg in Tirol. Möglicherweise war Schlaffer hier auch in die Gründung der Rattenberger Täufergemeinde involviert, die später Leonhard Schiemer als Prediger berief. Nach einem kürzeren Aufenthalt begab er sich auf den weiteren Weg nach Hall in Tirol, wo er den Winter verbringen wollte. Auf dem Weg nach Hall nahm er im Dezember 1527 in Schwaz an einer Versammlung der dortigen Täufergemeinde teil und wurde schließlich zusammen dem Täufer Linhard Frick festgenommen, für mehrere Wochen auf der Burg Freundsberg inhaftiert und schließlich im Februar 1528 zusammen mit Frick enthauptet.
In Haft verfasste er mehrere bis heute bekannte Schriften wie die von ihm unter dem Titel Verantwortung geschriebene Verteidigungsschrift, in der er jeglichen Vorwurf der Rebellion zurückwies und deutlich machte, dass sein Wirken allein auf theologische Beweggründe zurückzuführen war. Die Schrift wurde an den Magistrat der Stadt und auch an die Tiroler Landesregierung in Innsbruck gesandt. Des Weiteren verfasste er unter anderem den Kurzer Bericht eines christlichen Lebens, Brief an einen schwachen Bruder, Bekenntnis und Verantwortung, Die andere Verantwortung und Ein einfältiges Gebet.
Schriften wie Bekenntnis und Verantwortung geben einen Eindruck der Ideenwelt der süddeutschen Täuferbewegung, wie sie sich zu diesem Zeitpunkt entwickelt hatte. Die andere Verantwortung enthält zudem zahlreiche autobiografische Angaben. Ein einfältiges Gebet schrieb Schlaffer in der Nacht vor seiner Hinrichtung. Hierin wandte er sich an Gott und sprach über sein Leben und seine Gedanken kurz vor seiner Hinrichtung. Das Gebet ist eines der bewegendsten Schriften der deutschsprachigen christlichen Andachtsliteratur. Es findet sich auch im Geschichtbuch der Hutterischen Brüder und im Kunstbuch, einer Sammlung von Briefen und Schriften der oberdeutschen Täufer. Eine frühe Kopie ist auch im Mennonite Historical Library des Goshen College vorhanden.
Schlaffer komponierte mit Ungnad Begehr ich nit von dir und Herr Gott, mein ewiger Vater auch zwei Kirchenlieder. Ersteres fand unter der Nummer 32 auch Eingang in das täuferische Gesangbuch Ausbund und in die Lieder der Hutterischen Brüder. Zudem wurde es 1527 als Brochure in Umlauf gebracht und jeweils 1550 und 1551 in Nürnberg nachgedruckt. Das zweite Lied wurde wie die Schrift Ein einfältiges Gebet in den letzten Stunden seines Lebens geschrieben.
Schlaffer wird aufgrund seiner theologischen wie auch biografischen Nähe zu Leonhard Schiemer oft mit diesem zusammen genannt. So waren sowohl Schlaffer als auch Schiemer katholische Pfarrer, bevor sie sich der Täuferbewegung zugewandt hatten, beide standen in der Tradition der süddeutschen Täufer um Hans Hut und Hans Denck und beide starben als Märtyrer innerhalb einer Zeitspanne von etwa drei Wochen, nicht weit voneinander entfernt im Inntal. Theologisch übernahm Schlaffer Huts Leidensmystik, rückte jedoch dessen Apokalyptik zugunsten einer kollektiven Christozentrik in den Hintergrund. In seinen Schriften spricht Schlaffer unter anderem von der Demut und Nachfolge Christi.